# کاردار

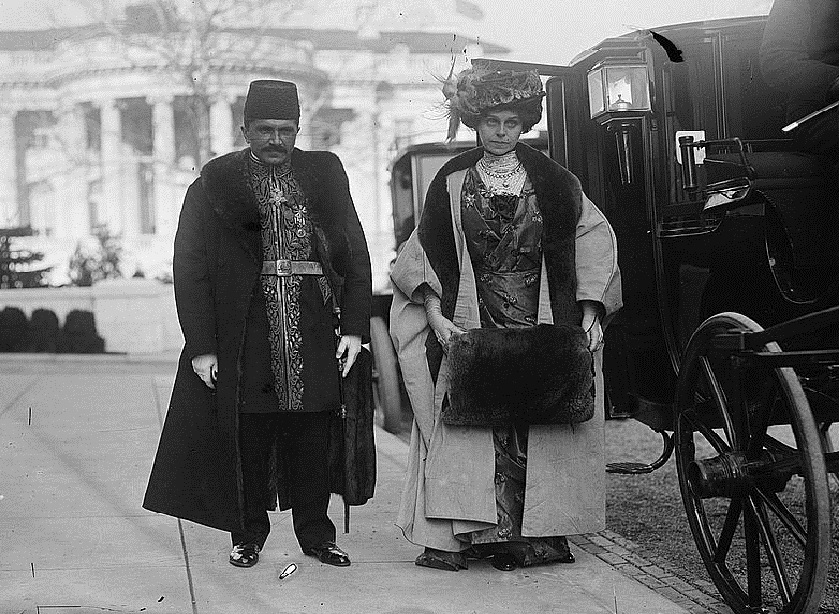
میرزا علی قلی‌خان، شارژ دافر ایران در واشینگتن، دی.سی. به همراه همسرش، ۲۸ مه ۱۹۱۳ م.

کاردار یا  شارژ دافر (به فرانسوی: Chargé d'affaires) به مأمور سیاسی ارشد که در غیاب سفیر، موقتاً نمایندگی دولت خود را نزد دولت دیگری عهده‌دار شود گفته می‌شود.
تنزل روابط دیپلماتیک میان دو کشور به سطح کاردار در خیلی موارد نشانه ناخرسندی است.
بر پایهٔ قرارداد وین درباره روابط سیاسی که در آوریل ۱۹۶۱ امضاء شده، هرگاه پست ریاست مأموریت نمایندگی یک کشور در کشور دیگر بدون تصدی بوده یا رئیس مأموریت قادر به انجام وظایف خود نباشد یک کاردار موقت به عنوان رئیس مأموریت موقتاً انجام وظیفه خواهد کرد. نام کاردار موقت به وسیله رئیس مأموریت و در صورتی که رئیس مأموریت معذور باشد از طرف وزارت امور خارجه کشور فرستنده به وزارت امور خارجه کشور پذیرنده یا به هر وزارت‌خانه دیگری که مقرر است اعلام خواهد گشت. کشور فرستنده در صورتی که نمایندگی خود را نزد یک یا چند کشور به یک رئیس مأموریت محول کند می‌تواند در هریک از کشورهایی که رئیس مأموریت در آن‌جا اقامت دائم ندارد یک مأموریت سیاسی زیر نظر یک کاردار موقت تأسیس نماید.
بنا بر همین قرارداد رؤسای مأموریت به سه رده به شرح زیر تقسیم می‌شوند:
الف ـ سفیران کشورها و نمایندگان پاپ (نونس) که نزد رؤسای کشورها مأموریت می‌یابند وسایر رؤسای مأموریت که هم‌مقام آنان می‌باشند.
ب ـ فرستادگان و وزیران مختار کشورها و نمایندگان پاپ (انترنونس) که نزد رؤسای کشورها مأموریت می‌یابند.
ج ـ کاردارها که نزد وزرای امور خارجه مأموریت می‌یابند.

## در قدیم
در کاربرد قدیمی در فارسی، واژهٔ کاردار در دوره‌های گوناگون در معانی وزیر پادشاه، عامل، والی، حاکم، صاحب منصب، وکیل و مأمور به کار رفته‌است.
منصب امروزی کاردار را در اواخر دوران قاجار و اوایل دوران پهلوی در ایران شارژ دافر می‌گفتند که از لفظ فرانسوی chargé d'affaires گرفته شده و به معنی «عهده‌دار امور» است.